# Costituzione dell'Armenia
La Costituzione della Repubblica d'Armenia (in armeno Հայաստանի Հանրապետության Սահմանադրությունը, Hayastani Hanrapetut'yan Sahmanadrut'yuny) è la legge fondamentale dello Stato armeno, adottata nel 1995 ed emendata nel 2005. Essa pone le basi dell'ordine legale dello Stato, elenca i diritti fondamentali di tutti gli esseri umani e dei cittadini armeni, stabilisce le competenze del Presidente della Repubblica, del Governo, del Parlamento, del potere giudiziario, i rapporti tra questi poteri ed i principi fondamentali dell'autonomia locale.

## Storia

### Origine
Storicamente, la prima Costituzione armena è la «Costituzione nazionale armena» concessa il 24 maggio 1860 dal sultano dell'Impero ottomano ai sudditi armeni. Tale Costituzione, denominata dall'amministrazione ottomana «regolamento della nazione armena», comprendeva 150 articoli contenenti i diritti ed i doveri degli Armeni dell'Impero. Fu sospesa dal sultano Abdul-Hamid II nel 1898.

### Prima Repubblica
In seguito alla Rivoluzione d'ottobre l'Armenia orientale, diventa indipendente dalla Russia proclamando il 28 maggio 1918 la Prima Repubblica di Armenia. Il nuovo governo armeno, presieduto da Hovannès Katchaznouni, aspira alla creazione di un'assemblea costituente e a trasformare l'Armenia in una repubblica parlamentare. L'Assemblea fu eletta nel giugno 1919 ma la Costituzione non fu mai promulgata.

### Seconda Repubblica
Con l'avvento dell'Unione Sovietica, l'Armenia diventa una repubblica socialista (Repubblica socialista sovietica armena) ed adotta una prima Costituzione il 3 febbraio 1922, che resta in vigore fino all'incorporazione nella Repubblica Transcausica il 12 marzo 1922. L'Armenia esce dalla federazione nel 1936 ed adotta una seconda Costituzione nel 1937 sul modello della Costituzione sovietica del 1936.. La nuova Costituzione sovietica del 1977 porta ad una terza Costituzione, adottata nel 1978, anch'essa prendendo a modello l'ultima versione sovietica.. In questa Costituzione compare per la prima volta il riferimento all'armeno  come la lingua ufficiale della Repubblica.

### Terza Repubblica
Nel 1991 l'Armenia proclama l'indipendenza dall'URSS. L'anno successivo viene creata una commissione mista di giuristi e politici che in tre anni prepara una nuova Costituzione di tipo presidenziale e che verrà adottata tramite referendum il 5 luglio 1995 con il 68% dei voti favorevoli. La Costituzione viene poi emendata, sempre tramite referendum il 27 novembre 2005. Il referendum, approvato con il 70% dei voti favorevoli, riequilibra leggermente i poteri a discapito del Presidente ed in favore delle autonomie locali.
La Costituzione armena ha molte somiglianze con la Costituzione francese del 1958, per via della francofilia dell'allora Presidente armeno Levon Ter-Petrossian e del suo apprezzamento per le istituzioni francesi.

## Contenuto della Costituzione del 2005
Il testo della Costituzione inizia con un preambolo seguito da 9 capitoli suddivisi in 142 articoli:
- capitolo 1, «I fondamenti dell'ordine costituzionale»[12]: questo capitolo pone le basi della Repubblica armena e cioè stabilisce la sovranità, le modalità d'esercizio del potere da parte dei cittadini armeni tramite il Parlamento, il suffragio universale, lo Stato di Diritto, la centralità della Costituzione, il multipartitismo, la proprietà privata, la separazione della Chiesa dallo Stato, le funzioni e la neutralità politica delle Forze armate, la protezione dell'ambiente e della cultura, le suddivisioni amministrative, lo stato della lingua armena di lingua ufficiale del Paese, la capitale nella città di Erevan, la bandiera e le insegne dell'Armenia;
- capitolo 2, «Diritti e libertà fondamentali dell'uomo e del cittadino»[13]: la Costituzione garantisce il rispetto della dignità umana, l'uguaglianza davanti alla legge, il divieto alle discriminazioni, il diritto alla libertà e alla sicurezza, il divieto alla tortura ed ai trattamenti degradanti degli esseri umani, il diritto alla giustizia, la presunzione d'innocenza, il diritto alla privacy, la libertà di circolazione, la libertà di pensiero, opinione ed espressione, la libertà di religione, la libertà di stampa, il diritto di petizione, la libertà d'associazione, la libertà di riunione ed il diritto all'istruzione;
- capitolo 3, «Il Presidente della Repubblica d'Armenia»[14]: questo capitolo definisce diritti e doveri del Presidente, la modalità della sua elezione ed i rapporti con gli altri poteri;
- capitolo 4, «L'Assemblea nazionale»[15]: questo capitolo definisce le competenze dell'Assemblea nazionale (Parlamento), la sua composizione ed i rapporti con gli altri poteri;
- capitolo 5, «Il Governo»[16]: questo capitolo definisce le competenze del Governo ed i rapporti con gli altri poteri, nonché il ruolo del Primo ministro;
- capitolo 6, «Il potere giudiziario»[17]: questo capitolo definisce il potere giudiziario, istituisce la Corte costituzionale, il Consiglio della Magistratura (analogo all'italiano CSM) ed il Pubblico ministero;
- capitolo 7, «L'autonomia locale»[18]: questo capitolo si occupa dei Comuni urbani e rurali e dei loro organismi;
- capitolo 8, «Adozione della Costituzione, revisioni e referendum»[19]: si stabilisce che la Costituzione può essere emendata soltanto tramite referendum;
- capitolo 9, «Disposizioni finali e transitorie»[20].